# Los bingueros
Los bingueros es una película de comedia española de 1979 escrita y  dirigida por Mariano Ozores, y protagonizada por Andrés Pajares y Fernando Esteso. Fue estrenada el 1 de octubre de 1979, y esta englobada dentro del fenómeno cinematográfico conocido como el Destape. Esta es la primera de las nueve películas que Pajares y Esteso protagonizaron juntos.

## Argumento
Amadeo (Pajares) es un mediocre empleado de banca que nunca alcanzará ese tranquilo nivel económico con el que todo el mundo sueña. Tampoco Fermín (Esteso) tiene muy seguro su futuro. Cobra el paro y hace chapuzas vendiendo libros y haciendo contratos de entierros pagados a plazos. Por distintas razones llegan a la conclusión de que el bingo puede llegar a ser la solución de sus males, y ambos personajes se conocen en la cola de entradas a un local del bingo. Aúnan sus esfuerzos pero ni siquiera así logran sacar dinero al juego. Pero ya están atrapados por el vicio. Y siguen jugando aunque para ello tengan que recurrir a todo tipo de trucos para lograr el dinero necesario.

## Idea y rodaje
Mariano Ozores presentó un proyecto de película a la productora Corona Films, y posteriormente convencieron a Ízaro Films para que la coprodujese. En Ízaro Films surgió la idea de juntar a dos populares cómicos (Pajares y Esteso) que nunca habían trabajado juntos, y Ozores creó un guion sobre un tema de actualidad de entonces, la entrada en vigor de la legislación del juego en España y la apertura de las primeras salas de bingo legales.

## Recepción
Los bingueros fue vista por 1.539.644 espectadores en las salas de cine, recaudando 197.885.368 pesetas (habiendo costado 15 millones). Fue la película española más taquillera en 1979.

## En la cultura popular
- La cantautora española Irene Tremblay (Aroah) tiene una canción llamada 'Y la cinta de Los Bingueros' en su disco The Last Laugh, en referencia a esta película.

- El cantautor José Córdoba "El Chivi", habla de Los Bingueros en su canción "Spanish Psycho", en la que un hombre enloquece tras ver esta película en repetidas ocasiones

## Reparto
| Intérprete          | Personaje                                    |
| ------------------- | -------------------------------------------- |
| Andrés Pajares      | Amadeo Saboya                                |
| Fernando Esteso     | Fermín Cejuela                               |
| Antonio Ozores      | Don Ramón                                    |
| África Prat         | Margarita - repartidora de cartones en Bingo |
| Isabel Luque        | Amparo                                       |
| Roxana Dupre        | Repartidora de cartones en Bingo             |
| Norma Duval         | Carola                                       |
| Rafael Alonso       | Don Obdulio                                  |
| Adrián Ortega       | Sordo                                        |
| Luis Barbero        | Cegato                                       |
| Pilar Muñoz         | Mujer velatorio 1                            |
| Florinda Chico      | Gerarda                                      |
| Francisco Jarque    | Hombre velatorio 1                           |
| Mir Ferry           | Don Claudio                                  |
| Rosa Morata         | Irene                                        |
| Carlos Lucena       | Hombre hachones 1                            |
| Arnau Vilardebó     | Empleado del banco                           |
| Jordi Bofill        | Don Ernesto                                  |
| Fredy Ripers        | Hijo de Gerarda                              |
| Sara Mora           |                                              |
| David Ceballos      | El Chachi                                    |
| José Cegarra        | Binguero                                     |
| Esteban Dalmases    | Binguero                                     |
| Llàtzer Escarceller | Hombre velatorio 2                           |
| Marta Flores        | Mujer velatorio 2                            |
| Delia Luna          | Antonia                                      |
| José Miralles       | Hombre velatorio 3                           |
| Simón Ramírez       | Binguero ladrón                              |
| Rebeca Romer        | Mujer velatorio 3                            |
| José Solans         | Hombre velatorio 4                           |
| Juan Torres         | Hombre velatorio 5                           |

## ¿Dónde se rodó?
Barcelona y Madrid

## Curiosidades
En 1988 se estrenó un remake llamado ¡Ya no va más! con el mismo director y protagonizado por Antonio Ozores.